# Gonomyia (Leiponeura) nyasae
Gonomyia (Leiponeura) nyasae is een tweevleugelige uit de familie steltmuggen (Limoniidae). De soort komt voor in het Afrotropisch gebied.